# Матей (остров)
Вижте пояснителната страница за други значения на Матей.
Матей е полуостров, в миналото остров в река Дунав, в западната част на Русе. В миналото е наричан погрешно и „Св. Матей“.
Образува се в началото на ХХ век върху пясъчна плитчина, намирала се срещу устието на река Русенски Лом. Носи името на бившия командир на Дунавската флотилия капитан I ранг Матей Стойков, който нарежда да се извърши залесяването му през 1899 г.
Островът служи за естествена преграда на лимана, образуван в самото устие на река Русенски Лом, който по онова време се използва за зимовище на Русенското пристанище.
В днешно време е свързан като полуостров със сушата. Той е част от територията на пристанище Русе – Запад.